# Univar Solutions
Univar Solutions ist ein US-amerikanischer Chemikalienhändler. 
Das Unternehmen wurde 1924 als Handel für Farben, Baumwollfasern und weitere Produkte gegründet und weitete seinen Geschäftsbereich bald auf Industriechemikalien aus. In den weiteren Jahrzehnten wuchs Univar auch durch Akquisitionen immer weiter und stellt heute eines der größten Unternehmen für die Chemiedistribution dar. Univar beschäftigt über 9400 Mitarbeiter und erzielte 2021 einen Umsatz von 9,5 Milliarden US-Dollar. Univar war zeitweilig eine Tochter des niederländischen Unternehmens Vopak und dessen Vorgängergesellschaften, wurde jedoch 2002 von diesem abgetrennt. Nach der Übernahme von Nexeo Solutions firmierte Univar 2019 zu Univar Solutions um.
Im November 2022 wurde die Absicht des weltgrößten Chemikalienhändlers Brenntag zur Übernahme von Univar bekannt. Nach Kritik vonseiten einiger Aktionäre Brenntags wurden die Übernahmepläne Anfang Januar 2023 aufgegeben.

Univar-Logo (2007–2019)